# Rafael Spínola
Rafael Spínola (1866 - Ciudad de Guatemala, 4 de octubre de 1901) fue un literato, periodista y político guatemalteco.  Director de la renombrada revista La Ilustración Guatemalteca entre 1896 y 1897, fue ministro de Fomento en el primer período presidencial del licenciado Manuel Estrada Cabrera y el creador de las Fiestas Minervalias por las que éste fue reconocido en el resto del mundo; por otra parte, fue el que celebró el contrato con la compañía estadounides The Central American Improvement Co. Inc. para concluir la parte que faltaba del Ferrocarril del Norte -que había quedado inconcluso desde la muerte del presidente José María Reina Barrios-, lo que sería el primer paso para el inicio de las operaciones de la United Fruit Company en Guatemala. Fue el padre de la poetisa guatemalteca Magdalena Spínola (1896-1991).

## Reseña biográfica

### Ancestros
El alférez de Caballería coronel José María Espínola Baeza y Bravo llegó a Guatemala el 12 de junio de 1822, al mando de seiscientos hombres del ejército mexicano y bajo las órdenes de Vicente Filísola.  Cuando Filísola se retiró a México con sus tropas al año siguiente, el coronel Espínola ya no regresó porque en Guatemala conoció a la señorita Mariana del Águila Escobar, con quien contrajo matrimonio y procreó a tres hijos: José Vicente, Guadalupe y Mercedes Spínola del Águila.  En Guatemala se cambió el apellido de Espínola a Spínola, que es como se escribía originalmente.
Rafael Spínola era hijo de José Vicente Spínola del Águila e Isabel Orellana Corzo, quien a su vez era nieta del doctor venezolano Narciso Esparragoza y Gallardo, que se graduó en Guatemala en 1794 y quien fuera el primer médico anatómico de la Real y Pontificia Universidad de San Carlos Borromeo, nombramiento concedido por Cédula del Rey Carlos IV.

### Estudios
Spínola realizó sus estudios de secundaria en el Instituto Nacional Central para Varones, en donde fue compañero del fotógrafo Alberto G. Valdeavellano.  En esa época, sobresalía por habilidad que tenía de hacer maliciosas objeciones y agudos comentarios a los profesores y que provocaban la hilaridad de sus compañeros sin causar el enojo de los catedráticos.  De aspecto robusto y alto, su carácter era alegre, inquieto y curioso.
En 1885, tras la muerte del general Justo Rufino Barrios el 2 de abril en Chalchuapa, el coronel del ejército guatemalteco Rigoberto Cabezas -quien era nicaragüense de origen- inició el periódico El Pueblo, en donde pretendió hacer oposición al gobierno del presidente interino, general Manuel Lisandro Barillas Bercián; en este periódico inició su carrera periodística Rafael Spínola. En el primer número de El Pueblo, Cabezas indicaba que la oposición era el pilar de un gobierno republicano y que si su periódico llegaba a su ejemplo N.°10, entonces Barillas habría demostrado ser un gobernante por el que valdría la pena modificar la constitución para permitir la elección del presidente interino.  Cabezas fue expulsado de Guatemala luego de tan solo tres números de El Pueblo, y Barillas modificó la constitución y fue elegido presidente para el período 1886-1892.
Posteriormente a la expulsión de Cabezas, Spínola salió exiliado a México en donde conoció a varias personalidades de ese país, incluyendo al escritor y diplomático Federico Gamboa, quien en sus memorias relata que Spínola llegó expatriado y sin dinero. Tuvo que trabajar en lo que pudo, y fue empleado municipal de baja categoría en Orizaba el estado de Veracruz.
Al regresar a Guatemala, Spínola realizó sus estudios de medicina en la Escuela Facultativa de Medicina y Farmacia del Centro, aunque se inclinó más adelante por la literatura, el periodismo y -sobre todo- por la oratoria.  Ya en 1893 era diputado de la Asamblea Nacional Legislativa, impartía clases de filosofía en el Instituto Central para Varones y era uno de los principales oradores del gobierno del general José María Reina Barrios  Entre sus discursos más reconocidos como representante de la Asamblea estuvo el de la celebración del septuagésimo segundo aniversario de la Independencia de Centroamérica el 15 de septiembre de 1893, el del traslado de los restos del general Miguel García Granados al Cementerio General el 30 de junio de 1894, y el de la conmemoración de la expulsión de William Walker de Nicaragua, que pronunció el 15 de septiembre de 1895.
Spínola se casó con la mexicana Ana Florencia Strecker Frías, quien era descendiente directa de Lope Ruiz de Esparza, patriarca del linaje Ruiz de Esparza de Aguascalientes, Zacatecas y Altos de Jalisco. La señorita Strecker, rubia y de ojos claros, le dio dos hijas: Magdalena, que nació el 26 de diciembre de 1896, y Stella.

### La Ilustración Guatemalteca
De 1896 a 1897 fue el redactor jefe de La Ilustración Guatemalteca, revista literaria quincenal que, a pesar de su corta duración, es una referencia importante para conocer la situación política y económica de Guatemala durante el último año del gobierno del general José María Reina Barrios. La Ilustración Guatemalteca incluyó entre sus artículos una extensa cobertura de la Exposición Centroamericana de 1897 –en la que Spínola ofreció el discurso inaugural– la demarcación de límites con México en 1897 y la crisis económica que derivó en la Revolución quetzalteca de septiembre de 1897 y en el eventual asesinato del presidente Reina Barrios el 8 de febrero de 1898.

### Inauguración de la Exposición Centroamericana

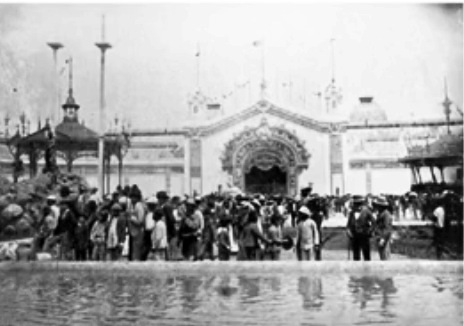
Salón de la Exposición Centroamericana de 1897.

Spínola, en su calidad de director de La Ilustración Guatemalteca y orador profesional, tuvo a su cargo pronunciar el discurso inaugural de la Exposición el 15 de marzo de 1897.  Este discurso da una idea de los esfuerzos realizados para llevar a cabo el certamen y las esperanzas que el gobierno de Reina Barrios tenía en él.  Resumido el contenido, se advierte que Spínola inició su discurso saludando a los países centroamericanos que llegaron a participar y a los países invitados que se unieron a la celebración: Alemania, Bélgica, Chile, España, Estados Unidos, Francia, Inglaterra, Italia, México, Perú y Rusia. A continuación describió la naturaleza de las exposiciones: inventos científicos e industriales -entre los que sobresalió por mucho la electricidad y sus aplicaciones- y obras artísticas de toda índole.
Luego, Spínola explicó que la exposición era también un evento socioeconómico dirigido a resolver el mayor problema social que afrontaba Guatemala en ese momento: la falta de civilización de la población indígena; reconoció que la exposición por sí sola no sería capaz de resolver un problema tan complejo, pero que sí serviría para iniciar la resolución del mismo. Y luego, expresó que la exposición no se había hecho con fines de lucro, puesto que hasta esa fecha solamente la Exposición de París había generado utilidades; la motivación del certamen no era financiera, sino que lo era el fomento de la industria, el comercio y la inmigración en el país.  Aunque sí aclaró que el gobierno de Reina Barrios era consciente de la gran cantidad de inversión que se había hecho y que producían pérdidas considerable para el país aunque consideraba que los beneficios mencionados serían suficientes para paliar dichas pérdidas.
Finalmente, mencionó que la exposición tenía un fin político: servir de medio pacífico para ir preparando la futura unión de las cinco repúblicas centroamericanas.

### Gobierno de Manuel Estrada Cabrera

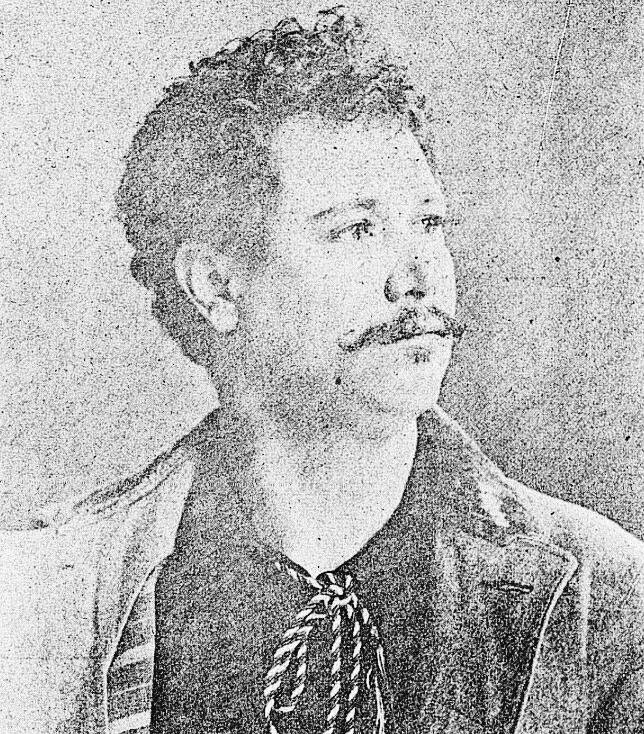
Spínola a finales del siglo xix. Imagen publicada por La Locomotora en 1907.

Luego del asesinato del presidente Reina Barrios el 8 de febrero de 1898, Spínola pasó al equipo de trabajo de La Idea Liberal desde donde trabajó en la campaña presidencial del licenciado Manuel Estrada Cabrera, quien había sido designado como presidente interino tras la muerte de Reina Barrios. 
En agradecimiento a su labor en La Idea Liberal el presidente Estrada Cabrera lo nombró subsecretario de Fomento cuando tomó posesión el 2 de octubre de 1898. 
En enero de 1899, el escritor mexicano Federico Gamboa llegó a Guatemala como embajador de México y se reencontró con Spínola; en sus memorias, Gamboa describe que Spínola mantenía su aspecto juvenil y que vestía descuidadamente y preferiblemente con ropa negra o muy oscura. Para entonces era amigo inseparable del poeta cubano José Joaquín Palma quien era cónsul de su país en Guatemala y había sido catedrático en el Instituto Nacional Central para Varones y director de la Biblioteca Nacional de Guatemala.
Cuando Estrada Cabrera inició su primer período oficial el 15 de marzo de 1899, nombró a Spínola como ministro de Fomento, quien en ese puesto tuvo dos contribuciones muy importantes para el gobierno cabrerista: fue el creador de las Fiestas Minervalias, evento educativo y propagandístico con que Estrada Cabrera promocionó su gobierno de veintidós años en el extranjero; y redactó el contrato que otorgó la concesión del Ferrocarril del Norte a una empresa ferroviaria estadounidense por noventa y nueve años, dando origen a una serie de contratos lesivos para Guatemala y el establecimiento de la United Fruit Company en el país.

### Primeras fiestas de Minerva
| «Y nosotros, los que estamos tachados de carecer de creencias religiosas, sólo porque rompimos las ataduras de la superstición y amamos la Libertad, también tenemos nuestro Dios, pero tan puro, que no encontramos ningún símbolo que lo represente, sino que lo adoramos en su esencia misma, que es la Sabiduría.» —Rafael Spínola Discurso inaugural de la primera Fiesta de Minerva 1899 |

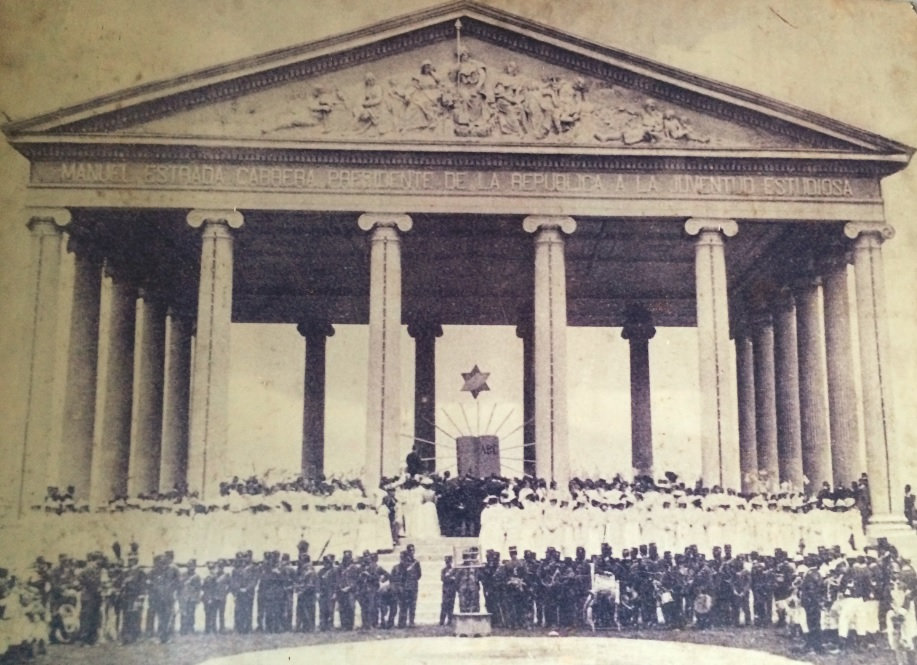
Templo de Minerva de la ciudad de Guatemala en 1905, durante las Fiestas Minervalias de ese año.

El decreto 604 del 29 de octubre de 1899 y escrito por el mismo Estrada Cabrera, estipula la celebración de las Fiestas de Minerva con el propósito de clausurar el ciclo escolar. Las celebraciones tendrían lugar el último domingo de octubre de cada año. Las fiestas incluían un desfile escolar donde participaban las escuelas nacionales y privadas, enseguida había una ceremonia en un lugar abierto, al inicio, y luego en templos construidos especialmente para esta actividad.  Luego del discurso oficial y de pequeños actos de baile a cargo de escolares, tenía lugar una merienda para los niños ofrecida por las damas de la sociedad guatemalteca.  Finalmente, la tarde terminaba con juegos infantiles, presentaciones de esgrima y en la noche, las fiestas infantiles cedían a los bailes para adultos.
Ahora bien, durante la primera fiesta de Minerva se desplomó el templo de griego temporal que se había construido para la escenografía de la actividad; luego de un vendaval, el templo cayó encima de la dama que interpretaba a la diosa Minerva y a de las muchachas que representaban a sus vestales.  La población de inmensa mayoría católica y que recién en marzo de 1897 había recibido apoteósicamente al arzobispo metropolitano Ricardo Casanova y Estrada quien retornaba de un exilio de diez años, comentó que esto había sido un castigo de Dios, por estar celebrando fiestas paganas en detrimento de las celebraciones y creencias católicas. No se reportaron heridos de gravedad pero sí la ira de Estrada Cabrera, quien propuso la amonestación a los constructores del templo y prometió mandar a construir un templo sólido imperecedero, que fuera digno de las recién inauguradas celebraciones estudiantiles.
El templo definitivo estuvo listo para las terceras minervalias en 1901; la estructura fue monumental, de construcción muy sólida y con frisos con alegorías griegas.  Se le llamó el «Palacio de la Ciencia y se convirtió en el principal escenario de las minervalias, localizado en el Hipódromo del Norte de la ciudad de Guatemala.
En 1900, Spínola publicó la primera edición de su obra Moral razonada y lecturas escogidas (escrito con arreglo al Programa Oficial para uso de las Escuelas Primarias de Varones). La segunda edición corresponde al año 1928 y la tercera fue publicada en 1961 por la Tipografía Nacional de Guatemala. Respecto al origen de dicha obra, el abogado y literato nicaragüense Juan M. Mendoza explica que en las tertulias que sostenían al concluir sus labores en el periódico La Idea Liberal, el grupo de amigos entre quienes se contaba Enrique Gómez Carrillo, Spínola, Ramón A. Salazar, Máximo Soto Hall y otros, discutían acerca de temas literarios. Fue precisamente en sus tertulias en donde surgió la idea que se le ocurrió a Rafael Spínola de escribir su Moral razonada; es más, de aquella camaradería salió el libro de Spínola casi terminado.

## Muerte

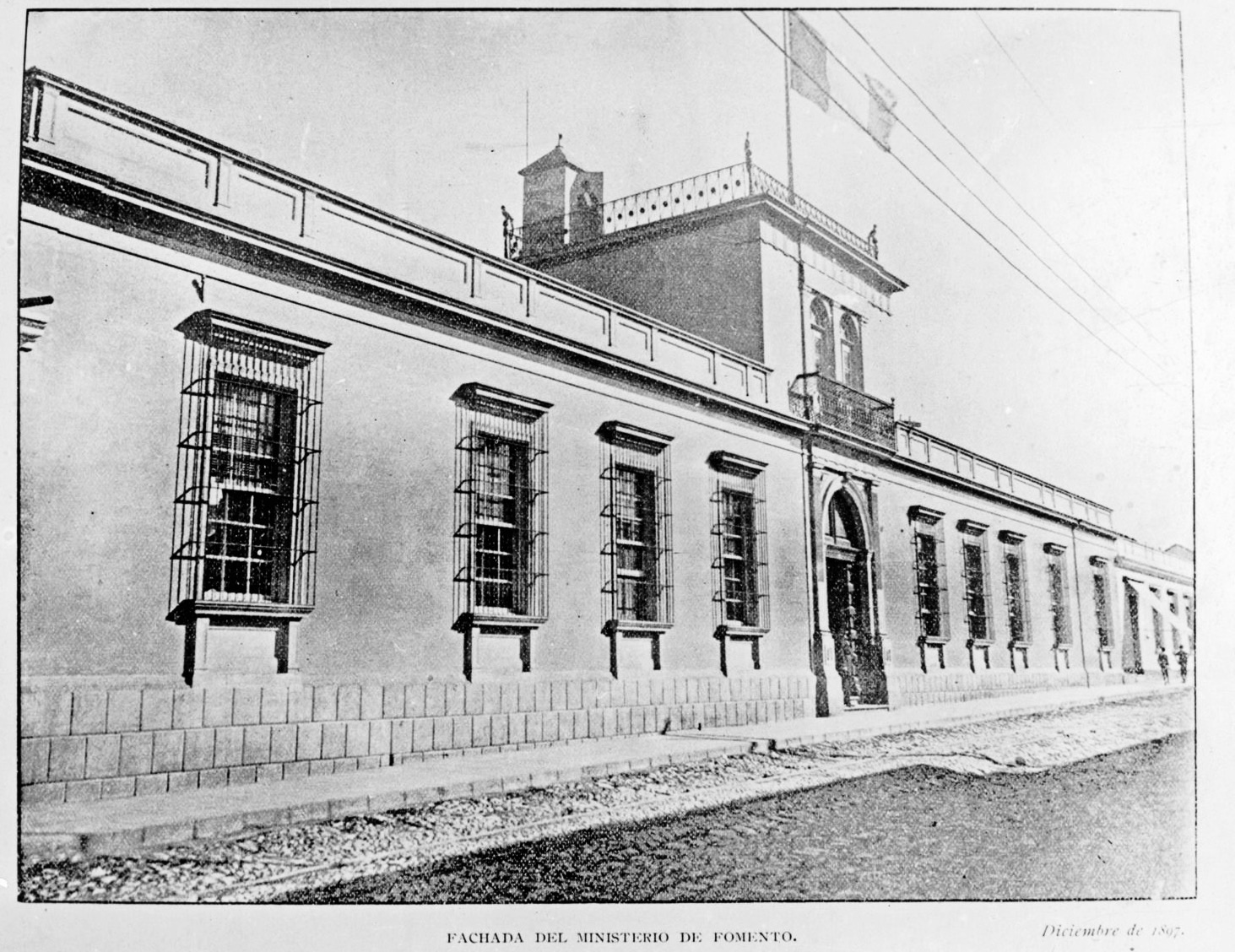
Ministerio de Fomento de Guatemala en donde estaba el despacho de Spínola y en donde fue velado tras su muerte en 1901. El edificio era la antigua mansión de Juan Martín Barrundia.

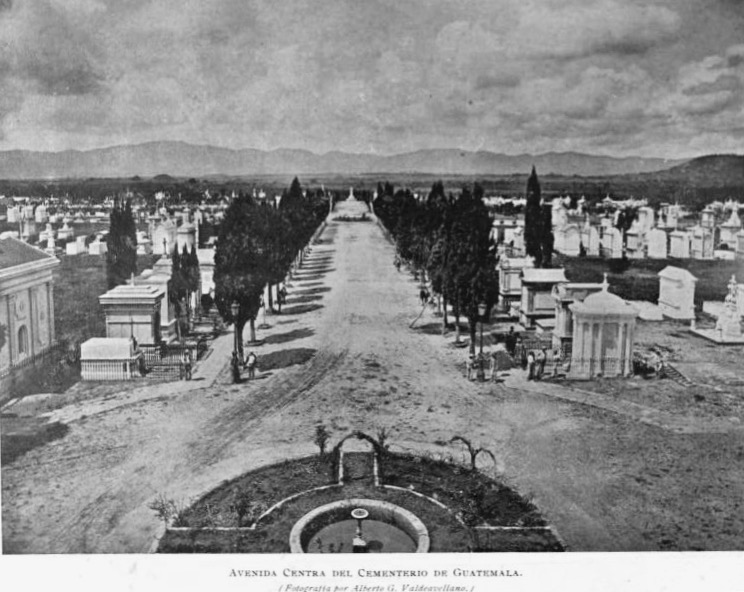
Así lucía el Cementerio General de la ciudad de Guatemala cuando fue sepultado Spínola en octubre de 1901.

El año de 1901 fue trágico para la familia Spínola Strecker; Ana Florencia Strecker falleció en mayo, víctima de una enfermedad y Spínola murió a los 45 años de edad, el 4 de octubre de 1901. Magdalena, de solo 4 años de edad, fue a vivir con sus abuelos maternos, y Stella con sus abuelos paternos.
El cuerpo de Spínola fue expuesto en el Ministerio que dirigía y allí se le hicieron honras fúnebres dirigidas por el presidente Manuel Estrada Cabrera y a las que asistieron los ministros de Estado, la Asamblea Nacional y los miembros del cuerpo diplomático acreditado en el país. Tras la ceremonia en el Ministerio, salió el cortejo fúnebre en elegantes carruajes hacia el Cementerio General de la ciudad en donde hubo más discursos oficiales en el salón del mismo antes de proceder con el sepelio. El gobierno decretó cuatro días de duelo tras su muerte.
Dada su temprana muerte, Spínola ya no alcanzó a ver el esplendor que alcanzaron las Fiestas Minervalias ni el enorme poder político que alcanzó la United Fruit Company en Guatemala a través de su subsidiaria International Railways of Central America.

### Obras de Spínola
- Spínola, Rafael (1897). Artículos y discursos. Guatemala: Tipografía Nacional.
- — (1896). «En el álbum de A.G. Valdeavellano». La Ilustración Guatemalteca (Guatemala: Síguere, Guirola y Cía) I (11).
- — (15 de marzo de 1897). «Discurso de inauguración: Exposición Centroamericana». La Ilustración Guatemalteca (Guatemala: Síguere, Guirola y Cía.) I (16).
- — (1900). Moral razonada y lecturas escogidas. Primer curso. Guatemala: Tipografía Nacional.

- Datos: Q20020214